# Епархия Ориуэла-Аликанте
Епархия Ориуэла-Аликанте (лат. Oriolensis-Lucentinus, исп. Diócesis de Orihuela-Alicante) — католическая епархия латинского обряда, расположенная в провинции Аликанте, Испания.

## История
Во времена вестготской Испании до арабского завоевания Пиренейского полуострова на территории современной провинции Аликанте существовала христианская епархия с центром в городе Бегастри (совр. Сеехин). Эта епархия была уничтожена арабами.
В 1265 году король Хайме Завоеватель в ходе Реконкисты отвоевал Аликанте у арабов, однако епархия здесь не была образована, территория Аликанте вошла в состав епархии Картахены.
14 июля 1564 года папа Пий IV образовал епархию с центром в городе Ориуэла. В 1959 году название епархии было изменено на епархию Ориуэлы-Аликанте.

## Современное состояние
Епархия является суффраганной по отношению к архиепархии Валенсии. С 2012 года епархию возглавляет епископ Хесус Мурги Сориано. Кафедральный собор епархии — Кафедральный собор Эль-Сальвадор и Санта-Мария в городе Ориуэла. Сокафедральный собор — собор св. Николая в городе Аликанте. Три храма епархии носят почётный титул малой базилики — церковь Богоматери Неустанной Помощи в Аспе, базилика Санта-Мария в Аликанте и базилика Санта-Мария в Эльче.
По данным на 2013 год епархия насчитывала 1 486 651 католиков, 214 приходов и 376 священников.

## Ординарии
...
- Хосе Тормо Джулия (1 июня 1767 — 26 ноября 1790);
- Антонио Деспуг-и-Дамето (26 сентября 1791 — 1 июня 1795);
- Франсиско Хавьер Кабрера Веласко (1 июня 1795 — 24 июля 1797);
- Франсиско Антонио Себриан-и-Вальда (24 июля 1797 — 10 июля 1815);
- Симон Лопес Гарсия (18 декабря 1815 — 27 сентября 1824);
- Феликс Эрреро Вальверде (1824—1858);
- Педро Мария Куберо Лопес де Падилья (1859—1881);
- Викториано Гисасола-и-Родригес (1881—1886);
- Хуан Маура-и-Гелаберт (1886—1910)
- вакантно (1910—1913);
- Рамон Пласа-и-Бланко (1913—1921);
- Франсиско Хавьер де Ирасторса Лойнас (1922—1943);
- Хосе Гарсия-и-Гольдарас (1945—1953);
- Пабло Баррачина-и-Эстеван (29 августа 1954 — 12 мая 1989);
- Франсиско Альварес Мартинес (17 июня 1989 — 23 июня 1995);
- Викторио Оливер Доминго (23 марта 1996 — 23 ноября 2005);
- Рафаэль Пальмеро Рамос (21 января 2006 — 27 июля 2012);
- Хесус Мурги Сорьяно (29 сентября 2012 — 7 декабря 2021);
- Хосе Игнасио Мунилья Агирре (12 февраля 2022 — по настоящее время).